# دومجلسی
یک سیستم قانون‌گذاری یا قوهٔ مقننهٔ دومجلسی حالتی است که قانون‌گذاران به دو مجمع جدا از هم تقسیم می‌شوند. متداول‌ترین اصطلاح در زبان فارسی برای این نوع مجمع‌ها، مجلس است، ولی در زبان‌ها و کشورهای مختلف، با استفاده از معادل غیرفارسیِ اتاق یا خانه نیز به این مجمع‌ها اشاره می‌شود که معمولاً ریشهٔ تاریخی دارد. سیستم قانون‌گذاری دومجلسی با سیستم یک‌مجلسی و برخی سیستم‌هایی که تعداد مجمع‌های آن‌ها سه یا بیشتر است متفاوت شناخته می‌شود. در سیستم تک‌مجلسی همه اعضا در قالب یک گروه بحث و مشورت می‌کنند و رأی می‌دهند.
بیشتر سیستم‌های قانون‌گذاری ترکیب دومجلسی دارند. در یک سیستم دومجلسی، معمولاً اعضای دو مجلس به روش‌های متفاوتی انتخاب یا منصوب می‌شوند. البته این روش‌ها در کشورهای مختلف، متفاوت است. تصویب قوانین معمولاً نیاز به تأیید همزمان اکثریت اعضای هریک از مجلس‌ها دارد.
سیستم دومجلسی یک از ویژگی اساسی و تعیین‌کنندهٔ مفاهیم و تعاریف اروپای دوران قدیم و دولت ترکیبی است. 

## تئوری کنگره دو مجلسی
اگرچه نظریات بر اینکه سابقه دومجلسی ایجاد شده می‌تواند به تئوری‌های گسترش یافته توسط سومریان باستان برگردد و بعد یونان باستان، هند باستان و روم باستان، موسسات دو مجلسی قابل شناسایی، ابتدا قرون وسطای اروپا را نشان می‌دهند جایی که با نمایندگی مجزا، رسته‌های اجتماعی مختلف هم پیوند شده بود. برای نمونه، یک مجلس نماینده اشراف سالاری بود و دیگری نماینده عوام.

## انواع
شناخته شده‌ترین ترکیب سیستم دو مجلسی شامل مجلس علیا و مجلس سفلی است. در برخی کشورها، به مجلس علیا، سنا، مجلس اعیان یا مجلس بالادست گفته می‌شود و به مجلس سفلی، مجلس عوام، مجلس مردم، مجلس نمایندگان، مجلس پایین‌دست، و گاهی به اختصار صرفاً خانه، شورا یا مجلس گفته می‌شود.
در برخی کشورها مانند هند، حق انتخاب نمایندگان انحصاری برای استادان دانشگاه، معلمان و شهرداری و شورای شهر وجود دارد. در برخی کشورها نیز سناتورهای مجلس سنا توسط نخست وزیر توصیه و منصوب می‌شوند همچون کانادا.
هر ایالت یا استان می‌تواند سیستم قانونگذاری چند مجلسی داخلی مستقل داشته باشد که گروه‌های مختلف آن مجلس برای وظایف متفاوت یا حتی از قشرها یا طبقات اجتماعی متفاوت از آن استان یا ایالت باشند. در طول تاریخ در کشورهای مختلف، برخی از ایالت‌ها یا استان‌ها مجلس مقننه داخلی خود را به دلایلی همچون مشکلات قانونگذاری و بودجه گاهی ناشی از اختلافات بین اقلیت نمایندگان در یکی از دو مجلس، از چند مجلسی به یک مجلسی تغییر دادند و در برخی ایالت‌ها همچون آندرا پرادش در هند شورای دومجلسی دوباره برگزار شد. در آلمان مجلس‌های مقننه تقریباً همه ایالت‌ها از آغاز یک مجلسی بوده‌اند.
همین‌طور کشورهای یک قاره می‌توانند در قالب اتحادیه یک اجلاس دو مجلسی داشته باشند همچون اتحادیه اروپا. به اجتماع مجلس‌ها گاهی کنگره نیز گفته می‌شود همچون کنگره دو مجلسی ایالات متحده آمریکا شامل سنا و نمایندگان.

### فدرال
برخی کشورها، همچون آرژانتین، استرالیا، اتریش، بلژیک، بوسنی و هرزگووین، برزیل، کانادا، آلمان، هند، مالزی، مکزیک، پاکستان، روسیه، سوئیس، نیجریه، و ایالات متحده، سیستم‌های دو مجلسی خود را به ساختار سیاسی فدرال متصل می‌کنند.
برای نمونه در ایالات متحده، استرالیا و مکزیک، به هر ایالت در یکی از مجلس‌های مقننه بر خلاف جمعیت کلی هر ایالت به تعداد یکسان کرسی داده شده‌است — دلیل چنین طراحی ای برای اطمینان از این است که ایالت‌های کوچکتر تحت‌الشعاع بزرگترها قرار نگیرند و ایالت‌های بزرگتر که ممکن است نماینده‌های بیشتری در مجلسی دیگر از سیستم مقننه همچون مجلس نمایندگان داشته باشند بر کوچکترها سایه نیفکنند.
در ایالات متحده هر یک از مجلس‌های کنگره ایالات متحده، مجلس نمایندگان، و سنا، همکاری و نقش برابر دارند و هیچ اتاق بالاتر یا پایین‌تر و هیچ ساختار و رابطه زیر مجموعه‌ای و سلسله مراتبی بین آن‌ها وجود ندارد، هر چند به صورت محاوره‌ای (و نادرست) به مجلس نمایندگان با عنوان مجلس سفلی و سنا با عنوان مجلس علیا اشاره می‌شود. این موضوع به دلیل محل اصلی اجلاس آن‌ها می‌باشد که در ساختمانی دو طبقه است. 
در کانادا، دولت به عنوان یک نهاد کلی به تعدادی تقسیمات سنای کانادایی تقسیم شده‌است که هر یک از آن‌ها بر اساس فاکتورهای خاصی، همراه تعداد متفاوتی از سناتورها می‌باشد. این تقسیمات شامل کبک، انتاریو، کانادای غربی و مریتایمز، هر یک با ۲۴ سناتور، یوکان، نواحی شمال غرب، نوناووت، هر یک با یک سناتور، و نیوفاندلند و لابرادور با ۶ سناتور، در مجموع ۱۰۵ سناتور را تشکیل می‌دهند.
سناتورها در کانادا توسط مردم انتخاب نمی‌شوند اما توسط فرماندار کل کانادا به توصیه نخست وزیر منصوب می‌شوند. مسئولیت تدوین و تصویب بیشتر قوانین با سنا نمی‌باشد (اگرچه، بخش کوچکی از لایحه‌های دولت در سنا معرفی شده‌اند و سناتورها ممکن است لایحه‌های اعضای غیردولتی را به همان صورت مثل اعضای پارلمان(MPs) معرفی کنند) اما به عنوان یک اتاق بازبینی عمل کرده و تقریباً همیشه قوانین تدوینی تأیید شده توسط مجلس عموم (متشکل از اعضای پارلمان انتخاب شده در انتخابات) را تصویب می‌کند. سنا می‌بایست قوانین تدوینی را قبل از اینکه به قانون تبدیل شوند بررسی کند و از این رو می‌تواند به عنوان یک وسیله کنترل هوشمندانه یا تأخیر انداز عمل کند. سنا مجبور نیست برای موشکافی انتخابات مجلس پارلمان پاسخگو باشد. از این رو، ساختار دومجلسی پارلمان کانادا بیشتر قانونی(de jure) ست تا واقعی(de facto).
در سیستم‌های آلمانی، هندی و پاکستانی، مجلس علیا (به ترتیب بوندسرات یا شورای فدرال آلمان، راجیا سابا یا شورای ایالت‌ها و سنای پاکستان) حتی به شکلی نزدیکتر با سیستم فدرال گره خورده‌اند، یعنی انتصاب یا انتخاب مستقیم توسط دولت‌ها یا مجلس‌های مقننه هر یک از ایالت‌های آلمان، ایالت‌ها و قلمروهای هند یا استانهای پاکستان (پیش از اصلاحیه هفدهم قانون اساسی ایالات متحده آمریکا در ایالات متحده نیز به همین صورت بود). مجلس علیای هند به صورت مساوی از ایالت‌ها نماینده در اختیار ندارد، بلکه پایه میزان جمعیت شان می‌باشد. در بوندسرات آلمان، لندرهای (ایالت فدرال) مختلف بین سه تا شش رای دارند، بیدن سان، مادامیکه که ایالت‌های کم جمعیت وزن کمتری دارند، همچنان قدرت رای بیشتری خواهند داشت که این مورد در یک سیستم بی نقص بر اساس جمعیت می‌باشد، بدین صورت که پرجمعیت‌ترین ایالت (نوردراین-وستفالن) در حال حاضر حدود ۲۷ برابر کم جمعیت‌ترین ایالت (برمن) جمعیت دارد.
همچنین نمونه‌هایی از دو مجلس گرایی در کشورهایی که فدرال نیستند وجود دارد، اما پایهٔ مجلس علیا نمایندگی منطقه‌ای می‌باشد. برای نمونه در آفریقای جنوبی، شورای ملی استان‌ها (NCOP) (و سنای آفریقای جنوبی پیش از ۱۹۹۷) اعضایش را بواسطه مجلس مقننه هر استان انتخاب کرده‌است.
در اسپانیا، سنای اسپانیا به عنوان مجلس علیای ارضی واقعی(de facto) عمل می‌کند، و فشارهایی از طرف بخش‌های خودمختار اسپانیا برای اصلاح آن به یک اتاق تماماً ارضی وجود داشته‌است.
اتحادیه اروپا به سیستم قانونگذاری دو مجلسی ادامه می‌دهد که شامل پارلمان اروپا، که اعضای آن در انتخابات عمومی بر پایه حق رای سراسری انتخاب شده است، و شورای اتحادیه اروپا متشکل از اعضای دولت‌های ایالت‌های عضو که در زمینه قانونگذاری مرتبط صلاحیت دارند می‌باشد. اگرچه اتحادیه اروپا یک ایالت به حساب نمی‌آید، اما قدرت قانونگذاری در بسیاری از زمینه‌های سیاسی را داراست؛ حتی در برخی زمینه‌ها، این قدرت به صورت انحصاری فقط برای اتحادیه در نظر گرفته شده‌است.

### آریستوکراسی و پسا آریستوکراسی
در تعدادی از کشورها، دو مجلسی وارد هم جواری با عناصر دموکراتیک و نخبه سالاری شده است.
بهترین نمونه شناخته شده مجلس لردهای (اعیان) بریتانیا ست که شامل تعدادی از نجیب زادگان موروثی می‌شود.

### حکومت‌های متمرکز
بسیاری از کشورهای دومجلسی همچون هلند، فیلیپین، جمهوری چک، جمهوری ایرلند و رومانی نمونه‌هایی از سیستم‌های دومجلسی در حکومت‌های متمرکز (بر خلاف فدرال) هستند. در چنین کشورهایی، مجلس علیا به‌طور کلی روی موشکافی و رای‌گیری احتمالی تصمیمات مجلس سفلی متمرکز می‌شود.
از طرف دیگر، در ایتالیا مجلس متشکل از دو اتاق است که نقش و قدرت یکسان دارند: سنای ایتالیا (سنای جمهوری، عموماً با عنوان مجلس علیا) و مجلس نمایندگان (با عنوان مجلس سفلی).
در برخی از این کشورها، مجلس علیا با انتخابات غیر مستقیم تشکیل می‌شود. اعضای سنای فرانسه و سنای ایرلند (یا شند ذ ارن - Seanad Éireann) بواسطه هیئت انتخاب کنندگان شامل اعضای مجلس سفلی، شوراهای محلی، نخست وزیر ایرلند (یا تیشاخ - Taoiseach) و دانش آموختگان دانشگاه‌های منتخب انتخاب شده‌اند، در حالی که سنای هلند توسط اعضای مجمع‌های استانی انتخاب می‌شوند (که به نوبه خود به صورت مستقیم انتخاب شده‌اند).
نروژ یک نوع مجلس مقننه نیمه دو مجلسی با دو اتاق (یا اتاق دولتی) داخل یک بدنه منتخب(انتخابات) و یکسان داشت یعنی شورای بزرگ نروژ. به آن‌ها اودلستینگ و لگتینگ گفته می‌شد و بعد از انتخابات عمومی سال ۲۰۰۹ لغو شد. به عقیده مورتن سبرگ(Morten Søberg)، یک سیستم مرتبط در قانون اساسی ۱۷۹۸ جمهوری باتاویان هلند نیز وجود داشت.
در هنگ کنگ، اعضای شورای قانونگذاری یک مجلسی از هیئت رای‌دهندگان جغرافیایی و هیئت رای‌دهندگان کاربردی که از سال ۱۹۹۷ به بعد موظف به رای دادن به صورت مجزا به طرح‌ها، لایحه‌ها یا اصلاحات لایحه‌ها دولت که توسط دولت معرفی نشده‌اند هستند می‌آیند. انتخاب این طرح‌ها، لایحه‌ها یا اصلاحات لایحه‌ها دولت، هم‌زمان نیاز به اکثریت دو برابر در هر دو گروه دارد. (پیش از سال ۲۰۰۴، زمانی که انتخابات برای شورای قانونگذاری از کمیته انتخابات لغو شد، اعضایی که از طریق کمیته انتخابات تعیین شده بودند همراه با اعضای تعیین شده از هیئت جغرافیایی به این لایحه‌ها رای دادند) برای طرح‌ها، لایحه‌ها و اصلاحاتی که توسط دولت معرفی می‌شوند نیازی به اکثریت دو برابر نمی‌باشد.

## نهادهای دولت‌های محلی یا ایالتی
در برخی کشورها با سیستم فدرال، خود ایالات مستقل (همچون ایالت‌های ایالات متحده، استرالیا و چندی از ایالات هند) ممکن است مجلس مقننه دو مجلسی داشته باشند. در واقع فقط سه مورد از این ایالت‌ها، نبراسکا در ایالات متحده، کوئینزلند در استرالیا و باواریا در آلمان بعداً سیستم یک مجلسی را اختیار کردند. استان‌های کانادایی همه مجلس‌های علیای خود را لغو کرده بودند.

### ایالات متحده
در طول دهه ۱۹۳۰، مجلس مقننه ایالت نبراسکا از حالت دو مجلسی به تک مجلسی با ۴۳ عضو که مجلس سنای ایالتی را تشکیل می‌دادند افت کرد. یکی از دلایلی که برای ارائه این نظر در آن زمان به رای‌دهندگان نبراسکا گفته شد، حذف شرارت‌های دیده شده در پروسه کمیته کنفرانس بود.
یک کمیته کنفرانس وقتی شکل می‌گیرد که دو مجلس نمی‌توانند بر سر یک موضوع به توافق برسند و این موضوع به خاطر تعداد کمی از نمایندگان قانونگذار هر مجلس است. این موضوع باعث می‌شد بیشتر قدرت در اختیار تعداد کمی از نمایندگان قرار گیرد. هر مصوبه‌ای را که کمیته کنفرانس نهایی می‌کند، می‌بایست به‌صورت غیرقابل مذاکره توسط هر دو مجلس تأیید شود.
جسی ونتورا در مدت خدمتش به عنوان فرماندار ایالت مینه‌سوتا تبدیل مجلس مقننه مینه‌سوتا به یک مجلسی با نمایندگی تناسبی را به عنوان یک اصلاحیه که او حس می‌کرد بسیاری از مشکلات و تخریب‌ها در قانونگذاری را حل می‌کند پیشنهاد کرد. او در کتابش بر مسائل سیاسی، «آیا من تنها ایستاده‌ام؟» گفته است که مجلس مقننه دو مجلسی برای مناطق استانی و محلی زیادی و غیرضروری ست، و یک مجلسی را به عنوان یک اصلاحیه که می‌تواند بسیاری از مشکلات قانونگذاری و بودجه را برای ایالت حل کند شرح داده است.

### آرژانتین
در آرژانتین، هشت استان مجلس مقننه دو مجلسی دارند، با یک سنا و یک مجلس نمایندگان: بوینس آیرس (ایالت بوئنوس آیرس)، کاتامارکا، کورینتس، انتره ریوز، مندوزا، سالتا، سن لوئیس (از ۱۹۸۷)، و سانتا فه، کوردوبا و توکومان به ترتیب بین سال ۲۰۰۱ تا ۲۰۰۳ به سیستم یک مجلسی تغییر کردند.

### استرالیا
در ایالت‌های استرالیا، مجلس سفلی براساس اصل سنتی یک-رای-یک-ارزش انتخاب می‌شد، از آنجایی که مجلس علیا تا حدودی انتصابی و انتخابی بود، گرایش به سمت رای‌دهندگان کشور بود. در کوئینزلند، مجلس علیای منتصب در سال ۱۹۲۲ لغو شد، زمانی که در نیو ساوت ولز تلاش‌های مشابهی برای لغو آن وجود داشت، یعنی پیش از اینکه مجلس علیا در دهه ۱۹۷۰ برای رای‌گیری مستقیم اصلاح شود. این روزها، مجلس علیا از طریق رای‌گیری نسبی و مجلس سفلی بواسطه رأی‌گیری ترجیحی انتخاب می‌شوند، به استثنای تاسمانیا، جایی که رأی‌گیری نسبی برای مجلس سفلی و رأی‌گیری ترجیحی برای مجلس علیا انجام می‌شود.

### بوسنی و هرزگووین
مجمع پارلمانی بوسنی و هرزگووین یک بدنه قانونگذاری دو مجلسی دارد متشکل از دو مجلس زیر:
خانه نمایندگان (مجلس نمایندگان یا Predstavnički dom/Zastupnički dom) که ۴۲ عضو دارد که برای دوره‌های ۴ ساله نمایندگی تناسبی انتخاب شده‌اند. خانه مردم(Dom Naroda) با ۱۵ عضو، منصوب شده از طریق پارلمان‌های جماهیر رای‌دهنده. این دو پیش تر مجمع بوسنی و هرزگووین و مجمع مردم بوسنی و هرزگووین بودند.

### هند
هفت ایالت هند، آندرا پرادش، تلنگانا، بهار، جامو و کشمیر، کارناتاکا، ماهاراشترا، اوتار پرادش، مجلس مقننهٔ دو مجلسی دارند که به آن‌ها شوراهای قانونگذاری(ویدان پریشاد) می‌گویند، یک سوم از کل آن‌ها هر شش سال یکبار از طریق انتخابات انتخاب شده‌اند. متشکل از هیئت‌های رای دهنگان فرهیخته (اعضایی که به صورت انحصاری توسط فرهیختگان دانشگاه انتخاب شدند)، هیئت رای‌دهندگان معلم (اعضایی که به صورت انحصاری توسط معلمان انتخاب شدند)، رای‌دهندگان شهرداری (اعضایی که به صورت انحصاری توسط شهردارها و اعضای شوراهای شهری در فرمانداری‌ها انتخاب شدند). از سال ۱۹۵۶ تا ۱۹۵۸ سیستم قانونگذاری آندرا پرادش یک مجلسی بود. در ۱۹۵۸، وقتی که شورای قانون‌گذاری اصلاح شد، تبدیل شد به دو مجلسی تا ۱ ژوئن ۱۹۸۵ که لغو شد. این شرایط ادامه پیدا کرد تا مارس ۲۰۰۷ که شورای قانون‌گذاری مجدد تشکیل شد و انتخابات برای کرسی‌های آن برگزار شد. از آن زمان یک بار دیگر سیستم قانونگذاری آندرا پرادش دو مجلسی شده‌است. در تامیل نادو، یک قطعنامه در ۱۴ می ۱۹۸۶ شکل گرفت و شورای قانونگذاری در ۱ نوامبر ۱۹۸۶ منحل شد. دوباره در ۱۲ آوریل ۲۰۱۰، یک قطعنامه برای برگرداندن آن شکل گرفت اما در سال ۲۰۱۱ دومجلسی شدن شکست خورد.

### آلمان
ایالت آلمانی باواریا از سال ۱۹۴۶ یک سیستم قانونگذاری دو مجلسی داشت تا ۱۹۹۹ که سنا در یک رفراندوم برای اصلاحیه قانون اساسی ایالت لغو شد. پانزده لندر (ایالت) دیگر از زمان تأسیس شان سیستم یک مجلسی داشته‌اند.

### روسیه
در رژیم شوروی، سویت‌ها (сове́т یا شوراهای روسی) یک مجلسی بودند. پس از تأیید قانون اساسی روسیه دو مجلس گرایی در برخی مناطق مرسوم شد. مجلس‌های مقننه دومجلسی محلی هنوز به صورت تکنیکی در قانون فدرال مجاز است اما این بند در حال حاضر غیرفعال و معلق است. آخرین منطقه‌ای که از دو مجلسی به یک مجلسی تبدیل شد استان سوردلوفسک در سال ۲۰۱۲ بود.

## اصلاح و تجدید نظر

### اصلاح سیاسی عرب
در سال ۲۰۰۵ یک گزارش برای اصلاح دموکراتیک در دنیای عرب توسط شورای روابط خارجی ایالات متحده با حمایت و همکاری دبیر سابق ایالتی مادلین آلبرایت، ایالت‌های عربی را به اتخاذ فوری سیستم دومجلسی، با شورای علیای منصوبی بر اساس «اصول ویژه» تشویق کرد.
شورای روابط خارجی مدعی ست که این امر باعث حفاظت در برابر استبداد اکثریت می‌شود، و ابراز نگرانی کرد که بدون یک سیستم کنترل و توازن افراط گرایان از پارلمان‌های یک مجلسی برای محدود کردن حقوق گروه‌های اقلیت استفاده خواهند کرد.
در سال ۲۰۰۲، بحرین یک سیستم دومجلسی را با یک مجلس سفلی منتخب(انتخابات) و یک مجلس علیای منتصب اتخاذ کرد. این موضوع باعث بایکوت شدن انتخابات مجلس آن سال توسط حزب جمعیت وفاق ملی اسلامی شد، آن‌ها می‌گفتند که دولت از مجلس علیا برای وتو کردن طرح هایشان استفاده خواهد کرد. بسیاری از منتقدان سکولار به دومجلسی در سال ۲۰۰۵ پیرامون مزایای آن پیروز شدند، بعد از بسیاری از اعضای پارلمان در مجلس سفلی به تصویب پلیس اخلاقی (پلیس مذهبی اسلامی) رای دادند.

### رومانی
در ۲۲ نوامبر ۲۰۰۹ در یک رفراندوم برای معرفی یک پارلمان یک مجلسی به جای پارلمان دو مجلسی کنونی در رومانی برگزار شد. میزان مشارکت ۵۰/۹۵٪ شامل ۷۷/۷۸٪ رای «آری» به پارلمان یک مجلسی بود. این رفراندوم یک نقش مشورتی داشت، از این رو به یک گام پارلمانی اولیه نیاز داشت و یک رفراندوم دیگر برای تأیید تغییرات پیشنهادی جدید.

## نمونه‌ها

### فعلی

اطلاعاتی در دست نیست.

| کشور                | بدنه کنگره                        | بدنه کنگره                        | نکات |
| کشور                | مجلس علیا                         | مجلس سفلی                         | نکات |
| ------------------- | --------------------------------- | --------------------------------- | --- |
| افغانستان           | مجمع ملی                          | مجمع ملی                          | |
| افغانستان           | مشرانو جرگه                       | ولسی جرگه                         | |
| آرژانتین            | کنگره ملی                         | کنگره ملی                         | متشکل از ۲۳ مجلس مقننه استانی که ۸ مجلس دو مجلسی هستند و ۱۵تای دیگر، به همراه مجلس مقننه شهر خودمختار بوئنوس آیرس یک مجلسی می‌باشند. |
| آرژانتین            | سنا                               | اتاق نمایندگان                    | متشکل از ۲۳ مجلس مقننه استانی که ۸ مجلس دو مجلسی هستند و ۱۵تای دیگر، به همراه مجلس مقننه شهر خودمختار بوئنوس آیرس یک مجلسی می‌باشند. |
| استرالیا            | پارلمان                           | پارلمان                           | تمام پارلمان‌های ایالتی به استثنای کوئینزلند دو مجلسی هستند. |
| استرالیا            | سنا                               | خانه نمایندگان                    | تمام پارلمان‌های ایالتی به استثنای کوئینزلند دو مجلسی هستند. |
| اتریش               | پارلمان                           | پارلمان                           | همه ایالت‌های اتریش (Bundesländer) پارلمان‌های یک مجلسی دارند. |
| اتریش               | شورای فدرال (Bundesrat)           | شورای ملی (Nationalrat)           | همه ایالت‌های اتریش (Bundesländer) پارلمان‌های یک مجلسی دارند. |
| بلژیک               | پارلمان فدرال                     | پارلمان فدرال                     | تمام پارلمان‌های اجتماعی و منطقه‌ای یک مجلسی هستند. |
| بلژیک               | سنا                               | اتاق نمایندگان                    | تمام پارلمان‌های اجتماعی و منطقه‌ای یک مجلسی هستند. |
| برزیل               | کنگره ملی                         | کنگره ملی                         | همه ۲۶ سیستم قانونگذاری ایالتی و قانونگذاری فدرال ناحیه‌ای یک مجلسی هستند. |
| برزیل               | سنای فدرال                        | اتاق نمایندگان (برزیل)            | همه ۲۶ سیستم قانونگذاری ایالتی و قانونگذاری فدرال ناحیه‌ای یک مجلسی هستند. |
| کانادا              | پارلمان                           | پارلمان                           | همه مجلس‌های مقننه استانی یک مجلسی هستند. |
| کانادا              | سنا                               | خانه عوام                         | همه مجلس‌های مقننه استانی یک مجلسی هستند. |
| شیلی                | کنگره ملی                         | کنگره ملی                         | |
| شیلی                | سنا                               | اتاق نمایندگان                    | |
| کلمبیا              | کنگره                             | کنگره                             | |
| کلمبیا              | سنا                               | اتاق نمایندگان                    | |
| فرانسه              | پارلمان                           | پارلمان                           | پارلمان در جمهوری پنجم فرانسه از ۵ اکتبر ۱۹۵۸ تا کنون |
| فرانسه              | سنا                               | مجمع ملی                          | پارلمان در جمهوری پنجم فرانسه از ۵ اکتبر ۱۹۵۸ تا کنون |
| آلمان               | تعریف نشده                        | تعریف نشده                        | قوه مقننه در آلمان از دو بدنه کاملاً مجزا تشکیل شده نه یک چهارچوب از یک نهاد گسترده، امروزه همه لندرها (ایالت‌های آلمان) پارلمان‌های یک مجلسی دارند. |
| آلمان               | بوندسرات (Bundesrat)              | بوندستگ (Bundestag)               | قوه مقننه در آلمان از دو بدنه کاملاً مجزا تشکیل شده نه یک چهارچوب از یک نهاد گسترده، امروزه همه لندرها (ایالت‌های آلمان) پارلمان‌های یک مجلسی دارند. |
| هند                 | پارلمان                           | پارلمان                           | پارلمان در هند، متشکل از لوک سابا (خانه مردم) و راجیا سابا (شورای ایالت‌ها) می‌باشد. همچنین برخی از ایالت‌ها دارای مجلس‌های مقننه دو مجلسی که به آن‌ها ویدان سابا (مجمع قانونگذاری) و ویدان پریشاد (شورای قانونگذاری) می‌گویند. |
| هند                 | راجیا سابا                        | لوک سابا                          | پارلمان در هند، متشکل از لوک سابا (خانه مردم) و راجیا سابا (شورای ایالت‌ها) می‌باشد. همچنین برخی از ایالت‌ها دارای مجلس‌های مقننه دو مجلسی که به آن‌ها ویدان سابا (مجمع قانونگذاری) و ویدان پریشاد (شورای قانونگذاری) می‌گویند. |
| اندونزی             | مجمع مشاوره‌ای خلق                 | مجمع مشاوره‌ای خلق                 | |
| اندونزی             | شورای نمایندگی منطقه‌ای            | شورای نمایندگی خلق                | |
| جمهوری ایرلند       | ارکتس (Oireachtas)                | ارکتس (Oireachtas)                | |
| جمهوری ایرلند       | شند ذ ارن (سنای ایرلند)           | دویل ارن (نمایندگان ایرلند)       | |
| ایتالیا             | پارلمان                           | پارلمان                           | |
| ایتالیا             | سنا                               | اتاق نمایندگان                    | |
| ژاپن                | رژیم ملی                          | رژیم ملی                          | |
| ژاپن                | خانه مشاوران                      | خانه نمایندگان                    | |
| کنیا                | پارلمان                           | پارلمان                           | |
| کنیا                | سنا                               | مجمع ملی                          | |
| مالزی               | پارلمان                           | پارلمان                           | |
| مالزی               | دیوان ملت(Dewan Negara)           | دیوان رعیت(Dewan Rakyat)          | |
| مکزیک               | کنگره                             | کنگره                             | همه ۳۱ کنگره‌های ایالتی و مجمع قانونگذاری ناحیه فدرال یک مجلسی هستند. |
| مکزیک               | سنا                               | اتاق نمایندگان                    | همه ۳۱ کنگره‌های ایالتی و مجمع قانونگذاری ناحیه فدرال یک مجلسی هستند. |
| هلند                | مجلس ایالت‌های هلند (پارلمان هلند) | مجلس ایالت‌های هلند (پارلمان هلند) | |
| هلند                | سنا                               | خانه نمایندگان (اتاق دوم)         | |
| عمان                | پارلمان                           | پارلمان                           | |
| عمان                | مجلس الدوله                       | مجلس الشورا                       | |
| پاکستان             | پارلمان                           | پارلمان                           | همه مجمع‌های استانی یک مجلسی هستند. |
| پاکستان             | سنا                               | مجمع ملی                          | همه مجمع‌های استانی یک مجلسی هستند. |
| فیلیپین             | کنگره                             | کنگره                             | همه قانونگذاران یک مجلسی هستند. |
| فیلیپین             | سنا                               | خانه نمایندگان                    | همه قانونگذاران یک مجلسی هستند. |
| لهستان              | مجمع ملی                          | مجمع ملی                          | |
| لهستان              | سنا                               | سیم (Sejm)                        | |
| رومانی              | پارلمان                           | پارلمان                           | |
| رومانی              | سنا                               | اتاق نمایندگان                    | |
| روسیه               | مجمع فدرال                        | مجمع فدرال                        | در حال حاضر همه سیستم‌های قانونگذاری منطقه‌ای یک مجلسی هستند در حالی که به صورت تکنیکی حالت دومجلسی در مناطق توسط اتحاد فدرال مجاز شده‌است. |
| روسیه               | شورای فدرال                       | دوما (شورای ایالتی منتخب)         | در حال حاضر همه سیستم‌های قانونگذاری منطقه‌ای یک مجلسی هستند در حالی که به صورت تکنیکی حالت دومجلسی در مناطق توسط اتحاد فدرال مجاز شده‌است. |
| آفریقای جنوبی       | پارلمان                           | پارلمان                           | همه قوای مقننه استانی، یک مجلسی هستند. |
| آفریقای جنوبی       | شورای ملی استان‌ها                 | مجمع ملی                          | همه قوای مقننه استانی، یک مجلسی هستند. |
| اسپانیا             | کرتس خنرالس (پارلمان)             | کرتس خنرالس (پارلمان)             | بعلاوه، هر منطقه خودمختار اسپانیایی پارلمان منطقه‌ای یک مجلسی خودش را دارد، با قدرت‌های قانونگذاری گسترده برای خودشان. |
| اسپانیا             | سنا                               | کنگره                             | بعلاوه، هر منطقه خودمختار اسپانیایی پارلمان منطقه‌ای یک مجلسی خودش را دارد، با قدرت‌های قانونگذاری گسترده برای خودشان. |
| سوئیس               | مجمع فدرال                        | مجمع فدرال                        | همه کنتن‌ها (ایالت‌های سوئیس) پارلمان‌های یک مجلسی دارند. |
| سوئیس               | شورای ایالت‌ها                     | شورای ملی                         | همه کنتن‌ها (ایالت‌های سوئیس) پارلمان‌های یک مجلسی دارند. |
| بریتانیا            | پارلمان پادشاهی متحده             | پارلمان پادشاهی متحده             | اسکاتلند، ولز و ایرلند شمالی مجلسهای مقننه یک مجلسی را به قوای محدود محول کرده‌اند. |
| بریتانیا            | خانه لردها (مجلس اعیان بریتانیا)  | مجلس عوام                         | اسکاتلند، ولز و ایرلند شمالی مجلسهای مقننه یک مجلسی را به قوای محدود محول کرده‌اند. |
| ایالات متحده آمریکا | کنگره ایالات متحده                | کنگره ایالات متحده                | همه مجلس‌های قانونگذاری ایالتی به استثنای نبراسکا دو مجلسی هستند. خانه نمایندگان و سنا همان‌طور که تحت قانون اساسی ایالات متحده آمریکا یک بدنه متحد را تشکیل داده‌اند به صورت برابر با یکدیگر همکاری می‌کنند. هیچ اتاق بالا یا پایین (مجلس علیا یا سفلی) و هیچ رابطه سلسله مراتبی بین آن‌ها وجود ندارد، هرچند گاهی به به اشتباه به مجلس نمایندگان می‌گویند خانه پایین و به سنا خانه بالا. |
| ایالات متحده آمریکا | سنا                               | خانه نمایندگان                    | همه مجلس‌های قانونگذاری ایالتی به استثنای نبراسکا دو مجلسی هستند. خانه نمایندگان و سنا همان‌طور که تحت قانون اساسی ایالات متحده آمریکا یک بدنه متحد را تشکیل داده‌اند به صورت برابر با یکدیگر همکاری می‌کنند. هیچ اتاق بالا یا پایین (مجلس علیا یا سفلی) و هیچ رابطه سلسله مراتبی بین آن‌ها وجود ندارد، هرچند گاهی به به اشتباه به مجلس نمایندگان می‌گویند خانه پایین و به سنا خانه بالا. |

### تاریخی
| کره جنوبی | مجمع ملی         | مجمع ملی       | تحت اولین قانون اساسی (نخستین جمهوری، ۱۹۴۸ تا ۵۲)، مجمع ملی یک مجلسی بود. قانون اساسی دوم و سوم (اولین جمهوری، ۱۹۵۲ تا ۶۰) مجمع ملی را تنظیم کرد که دو مجلسی بود و شامل خانه عوام و سنا می‌شد، اما فقط خانه عوام تأسیس شد و خانه عوام نتوانست لایحه تأسیس سنا را تصویب کند. در دوران موقت جمهوری دوم(۱۹۶۰ تا ۶۱)، مجمع ملی تا حدودی دو مجلسی شد، اما در کودتای ۱۶ مه براندازی شد. مجمع ملی از بازگشایی مجددش در ۱۹۶۳ یک مجلسی شده‌است. |
| کره جنوبی | سنا              | خانه عوام      | تحت اولین قانون اساسی (نخستین جمهوری، ۱۹۴۸ تا ۵۲)، مجمع ملی یک مجلسی بود. قانون اساسی دوم و سوم (اولین جمهوری، ۱۹۵۲ تا ۶۰) مجمع ملی را تنظیم کرد که دو مجلسی بود و شامل خانه عوام و سنا می‌شد، اما فقط خانه عوام تأسیس شد و خانه عوام نتوانست لایحه تأسیس سنا را تصویب کند. در دوران موقت جمهوری دوم(۱۹۶۰ تا ۶۱)، مجمع ملی تا حدودی دو مجلسی شد، اما در کودتای ۱۶ مه براندازی شد. مجمع ملی از بازگشایی مجددش در ۱۹۶۳ یک مجلسی شده‌است. |
| نیوزیلند  | پارلمان          | پارلمان        | تا سال ۱۹۵۰، پارلمان نیوزیلند دومجلسی بود. در سال ۱۹۵۱ یک مجلسی شد. هرچند، خانه نمایندگان تا امروز حفظ شده‌است. |
| نیوزیلند  | شورای قانونگذاری | خانه نمایندگان | تا سال ۱۹۵۰، پارلمان نیوزیلند دومجلسی بود. در سال ۱۹۵۱ یک مجلسی شد. هرچند، خانه نمایندگان تا امروز حفظ شده‌است. |
| ترکیه     | پارلمان          | پارلمان        | بواسطه تشکیل قانون اساسی ۱۹۶۱ تأسیس شد و با تشکیل قانون اساسی ۱۹۸۲ لغو شد، اگر چه بین سال ۱۹۸۰ و ۱۹۸۲ نیز به دلیل کودتای ۱۹۸۰ ترکیه وجود نداشت. |
| ترکیه     | مجمع ملی         | سنا            | بواسطه تشکیل قانون اساسی ۱۹۶۱ تأسیس شد و با تشکیل قانون اساسی ۱۹۸۲ لغو شد، اگر چه بین سال ۱۹۸۰ و ۱۹۸۲ نیز به دلیل کودتای ۱۹۸۰ ترکیه وجود نداشت. |